# Serra dels Tramonts
La Serra dels Tramonts és una serra situada als municipis de Biure i Boadella i les Escaules a la comarca de l'Alt Empordà, amb una elevació màxima de 203 metres.